# Anomiopus cambeforti
Anomiopus cambeforti là một loài bọ cánh cứng trong họ Bọ hung (Scarabaeidae).